# パルマ大聖堂 (イタリア)

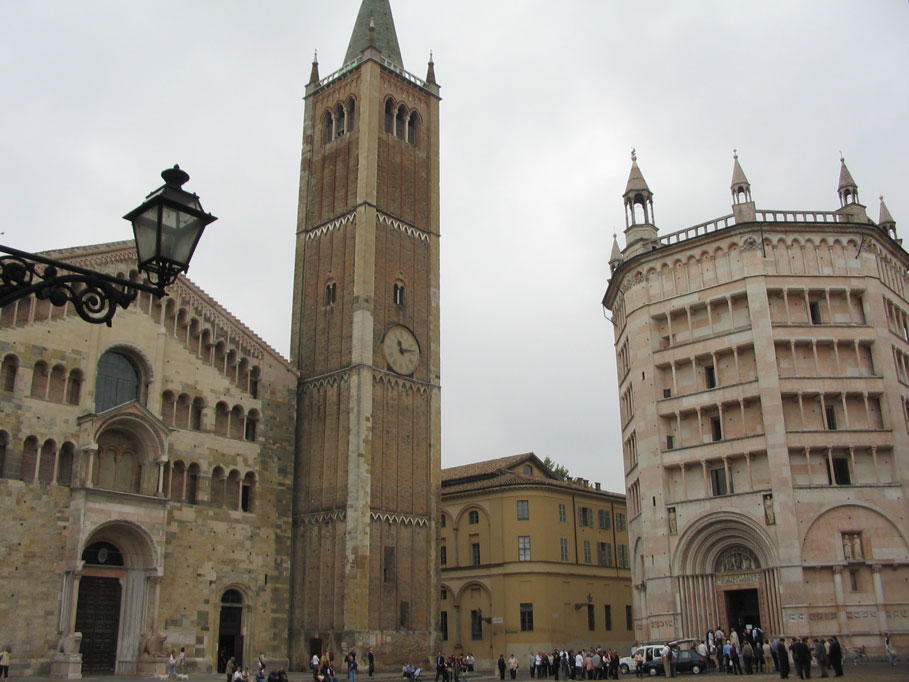
パルマ大聖堂（左）と洗礼堂（右）

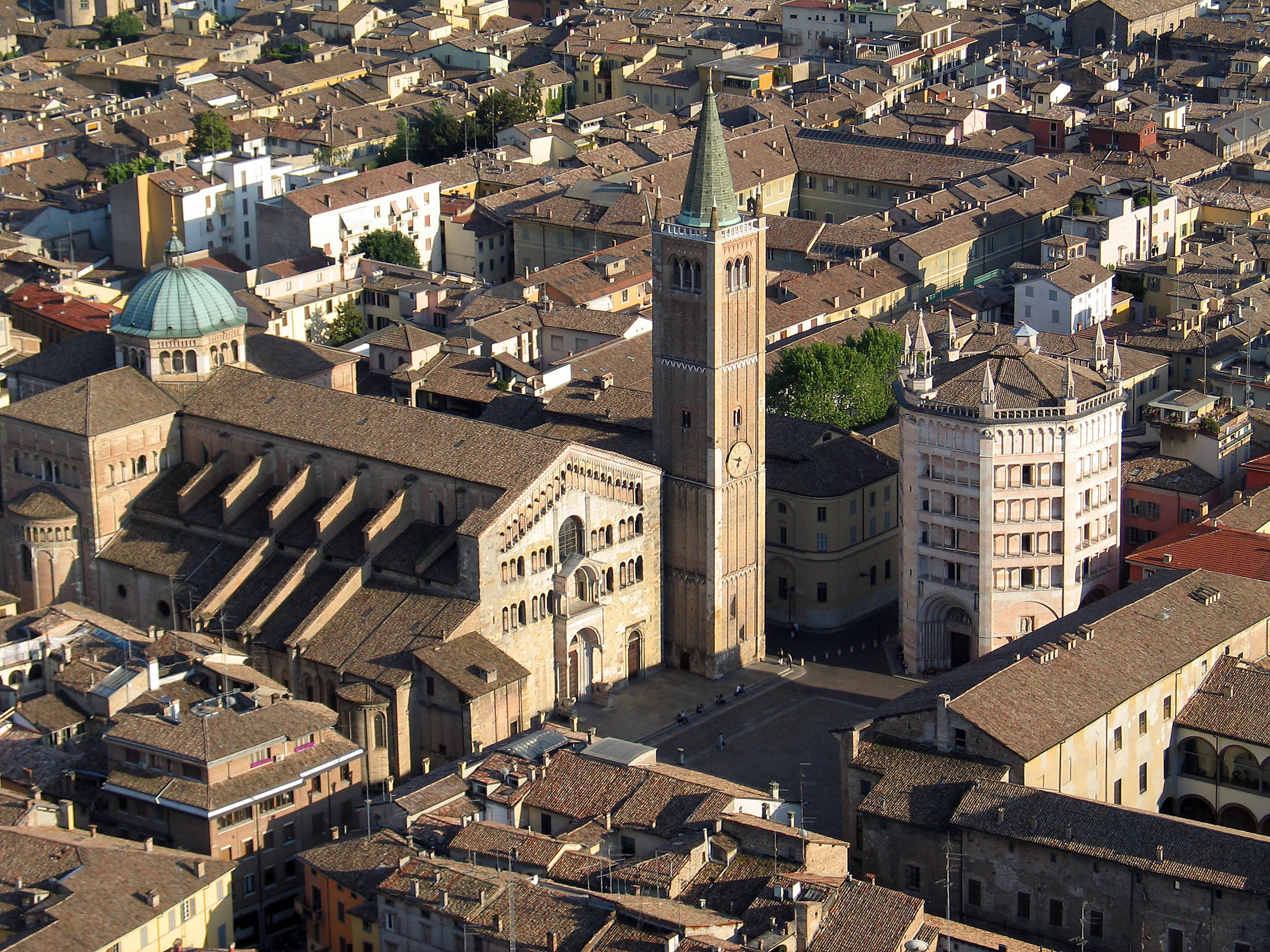
遠景

パルマ大聖堂はイタリア、エミリア・ロマーニャ州のパルマにある大聖堂（ドゥオモ）。
正式名称は『Cattedrale di Santa Maria Assunta（サンタ・マリア・アッスンタ大聖堂）』である。
パルマのドゥオモ広場の東側に面して建ち、広場の南に洗礼堂、西には司教館も併設されている。2006年に献堂900周年となった大聖堂である。
パルマ自体、13世紀の典型的な都市の姿をもっとも完全な形で伝えるとされ、その中でもイタリアロマネスク建築の代表のひとつともされる建築物で、これらをひとつの構造に見立てる観点もあることから、本項ではこれらの併設施設についても触れることとする。また、パルマ大聖堂の説明には必ずといってよいほど言及される、建設に関わった一人の彫刻家（後述のベネデット・アンテーラミ）についても扱う。

## 歴史

### 12世紀まで
現在イタリアと呼ばれる地域の北部における中世コムーネの黎明期である、11世紀中ごろに司教カダロによって着工され、12世紀末ごろに現在の姿になった。祭壇の聖別はパスカリス2世により12世紀初頭（1106年）に執り行われ、その後地震による工事への影響はあったものの、1170年頃に一旦の完成をみる。洗礼堂と司教館も含めこの時期に建設されたが、その後も増築および装飾は継続される。

### 13世紀以降
一旦は完成しても、断続的に改修、増築が行われている。
- 13世紀末に大聖堂入口のプロテュルムが増築された[6]。ここに設置されたライオンの彫刻はジャンボーノ・ダ・ビッソーニにより1281年作られたという記録がある[1]。
- 同じく13世紀末に大聖堂の正面向かって右に鐘塔が建設された。
- 16世紀初頭（1526-1530）にコレッジョにより、中央祭壇上部にフレスコ画（聖母被昇天 Assumption of the Virgin ）が描かれた[7]。
- 16世紀に内陣が改築された。
  - このとき撤去された、後述の#ベネデット・アンテーラミ（以下アンテーラミ）による石彫パネル『十字架降架』は南翼廊に移設された[8][9][10]。

## 大聖堂と洗礼堂

### 大聖堂

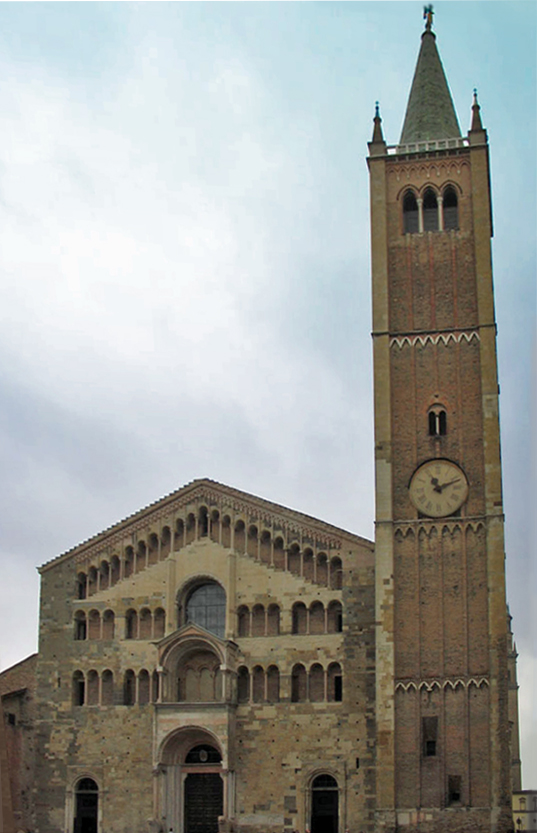
大聖堂のファサードと鐘楼

外観は基本的にロマネスク様式のまま保たれているため、後世の派手さと無縁な落ち着いた雰囲気であるが、一旦内部に入ると一面がルネサンス期のフレスコ画で覆われており、この対比について言及されることもある。以下にその外観と内部を解説する。

#### 外観
大聖堂本体の構成はよくあるバシリカ建築である。ファサード、すなわち西面は広場に面しており、その砂岩でできた外観は上から順に、3層のアーケード及び扉口で構成される。扉口は3つあり、中央には13世紀末に増築されたプロテュルムが付属している。このプロテュルムについては、後述の洗礼堂に配置されている彫像を移設し、もっと大掛かりなものにする計画があったとの説もある。
最上部の、屋根にそったアーケードを連ねたギャラリーはロンバルディア装飾から発展したもので、この地方やロンバルディア地方によく見られる装飾である。この装飾はピサ大聖堂などがあるトスカーナ地方にも影響が見られるもので、小人ギャラリーとも言われる。
13世紀末にはレンガ造りのゴシックふうの鐘塔が建設され、ファサードにアクセントをつけている。このようなファサードに付属するタイプの塔は教会堂の姿を華やかにするため10世紀以降の各地で好んで建設されるようになった。
プロテュルムは#ギャラリーも参照。

#### 内部
西側から入ると内部はまず3廊式であり、身廊は上からクリアストーリー（高窓）、トリビューンそして大アーケードという構成になっている。その先には翼廊（これには小後陣が付属している）、内陣、後陣と続いている。地下にはクリプトも設置されている。
天井には交差ヴォールトが連続している。そしてその天井と壁面は、16世紀に複数の画家によって描かれたフレスコ画で一面を埋め尽くされている。中でも地上25メートルの円蓋に4年の歳月をかけて描かれたコレッジョによるルネサンス絵画である『聖母被昇天』は「天井画のひとつの完成」とも評される特筆すべき絵画である。

### 洗礼堂

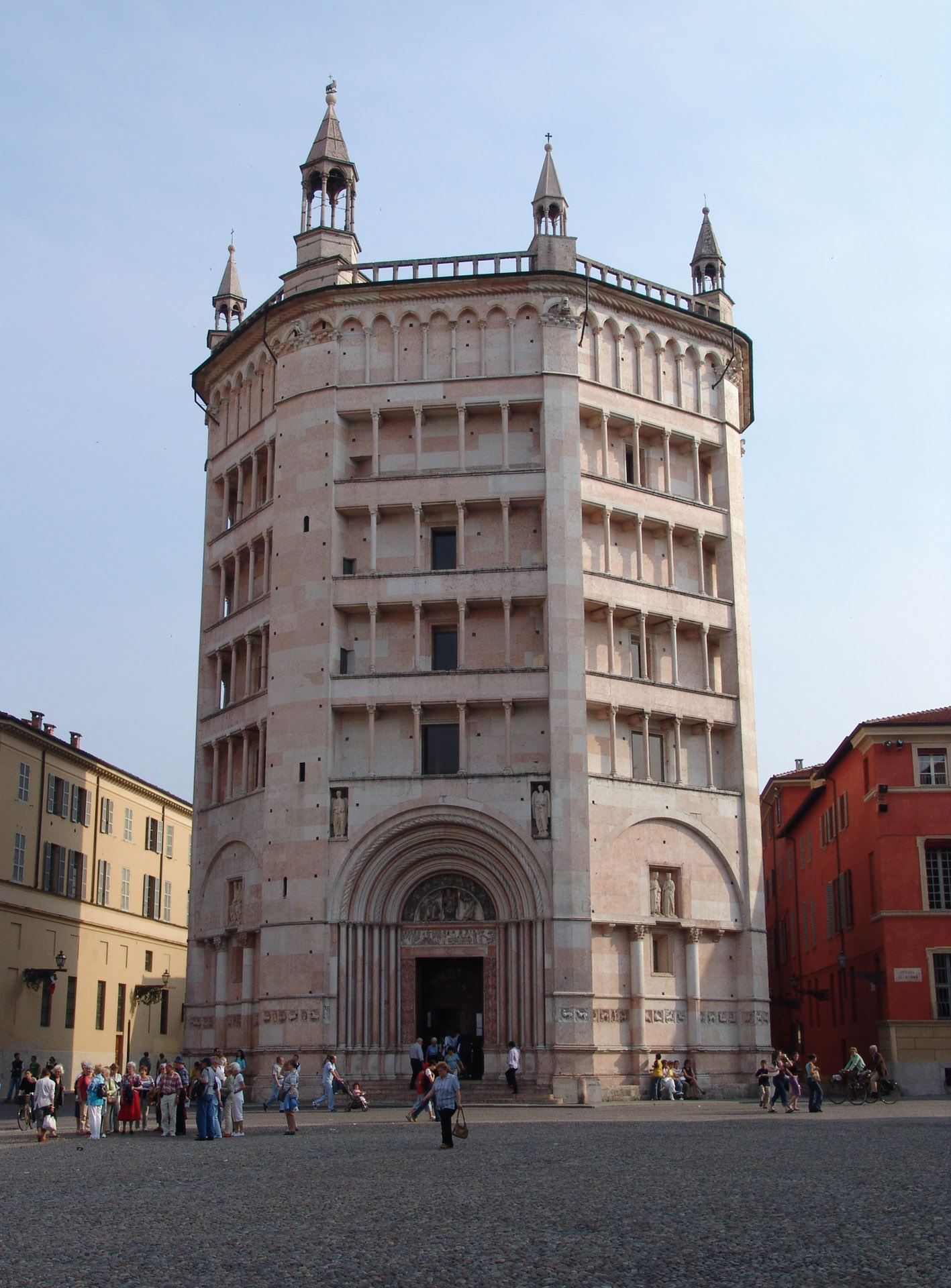
洗礼堂

パルマの洗礼堂は#歴史でも時期について軽くふれたが1196年から1216年頃の期間に、アンテーラミにより設計、建設を主導されたといわれる。本節でも大聖堂同様に外観、内部と順に解説する。

#### 外観
広場の南には大聖堂と隣接した洗礼堂が建っている。形状は八角柱で高さは35メートルあり、外面はピンク色の石材で表面を仕上げられている。
外観の特徴は大聖堂と同じようにギャラリーが多層（ここでは4層）構造になっており、そのさらに最上部はブラインド・アーケードで締めくくられている。このブラインド・アーケードを構成するアーチは尖頭アーチであり、また、屋上にある8つの小塔（これは後年付け加えられたもの）も、ロマネスクとゴシックの過渡期を表している構造物である。
扉口は3箇所あり、そのうちの北扉にはアンテーラミの銘が刻まれている。また、北西の外壁にはダビデとイザヤ像、そしてソロモン王とシバの女王がセットで収められた壁龕もある。これらの像もアンテーラミの作とされる。

#### 内部
洗礼堂の内部は外部の構造そのままではなく、16面となっており、天井は16本の柱から延びるリブが支えている。
これらの壁面（1階部分）と天井も大聖堂同様にすべてフレスコ画で装飾されている。壁画の装飾の無い2階以降の層にはギャラリーがあり、その柱の間のいくつかの空間にはアンテーラミ作とされる浮彫りと丸彫りの像が設置されている。中でも12ヶ月の擬人像と冬と春の擬人像については「労働」や「恵み」への感謝の表現として言及されており、パルマに限らず北イタリアで特に多く「傑出」した表現をもつ題材とされる。
- 12ヶ月の擬人像
- 冬と春の擬人像
- 黄金12宮

といった彫刻が設置されている。

## その他
併設されている司教館であるが、元々11世紀なかばに建設されたものの、度重なる改修によりデザインが混沌としており、建築芸術としての重要性はない、とのことであるため、省略する。

## ベネデット・アンテーラミ
ベネデット・アンテーラミ(Benedetto Antelami)（イタリア語版）は、主にパルマ大聖堂の仕事で知られる12世紀末から13世紀の彫刻家である。また建築家であるともされる（前述#洗礼堂が例。詳細は後述）。
本節の記述は基本的に参考文献の（児島由枝、1995）をもとに記載する。脚注に文献名についての特記がない場合はすべてこの参考文献のページ数を表す。

### アンテーラミについての一次資料
アンテーラミの銘がはいった作品は以下の2点のみである。
- パルマ大聖堂の十字架降架（上述）
- パルマ洗礼堂の洗礼堂北扉（上述）

### 略歴
アンテーラミはその作風から、現在のフランスの、プロヴァンスあるいはさらにブルゴーニュ、ラングドックの辺りで彫刻を修行し、その後パルマへ来たとされる。またはパルマ大聖堂での製作の合間にフランスへ修行へ行き、建築も学んだとされる。この成果として大規模な建築彫刻工房の指揮者としてイタリア各地の彫刻を、また建築家として、パルマの洗礼堂やその他の街の大聖堂建設をも主導することになったとされる。
その後はフランスから学んだ技術を、近隣のトスカーナなどへ伝えたとされる。この影響については、ニコラ・ピサーノ（ピサの洗礼堂2層目にゴシックの小尖塔を付けた人物）がアンテーラミの弟子だったとする説すらもあったとされる。
「～される」と記載しているのはいずれもその直接資料がないために、推測の域を出ない後世の芸術論によるためである（次節#評価について）。

### 評価について
これまでに述べてきた2点しかない一次資料と、それに付随して述べた他地域への影響や建築家としての評価は、アンテーラミの時代から500年ほども下った18-19世紀に、その当時の芸術論から発生した。これら一次資料に基づかない評価に対して20世紀中ごろからは異論も出てきている。例えば、北イタリアのロマネスク芸術は、古代彫刻を起源に独自に発展した、（フランスの影響ではなく）、フランスと違いイタリアの宗教建築は各地のコムーネとの結びつきが強い、という説である。
また、フランス滞在は証明不可能であり、建築家でもなんでもなく、単に優れた彫刻家であったがために銘文を残せただけである、ともされる。
基本的に近代の芸術家と違ってこの時期の彫刻家や建築家の名前は、ほとんど後世に伝わることがない。18-19世紀の芸術論と世相によって過大評価されすぎているのではないか、という評価がでてきているのである。
最近（1995年当時からみて）ヨーロッパで刊行された2冊の美術辞典には、それぞれにこれら相反する評価が記載されているそうである。

## アクセス
最寄の空港はパルマ空港であるが、2013年2月現在、日本からの直行便はない。
ミラノ、ローマ（それぞれ日本からの直行便あり）から陸路で行く、または乗り継ぎ航空便を利用することになる。
車、徒歩でいく場合。
- ミラノからA1号線で南東へ
- ローマからはA1号線で北へ（ただし460kmほどある）

鉄道でいく場合。
- ミラノ中央駅からパルマ駅へ1時間強
- ローマ・ティブルティーナ駅からはパルマ駅まで6時間強

航空便については他の国（例えばフランス、シャルル・ド・ゴール国際空港）からの便もある（2013年2月現在）。

## ギャラリー

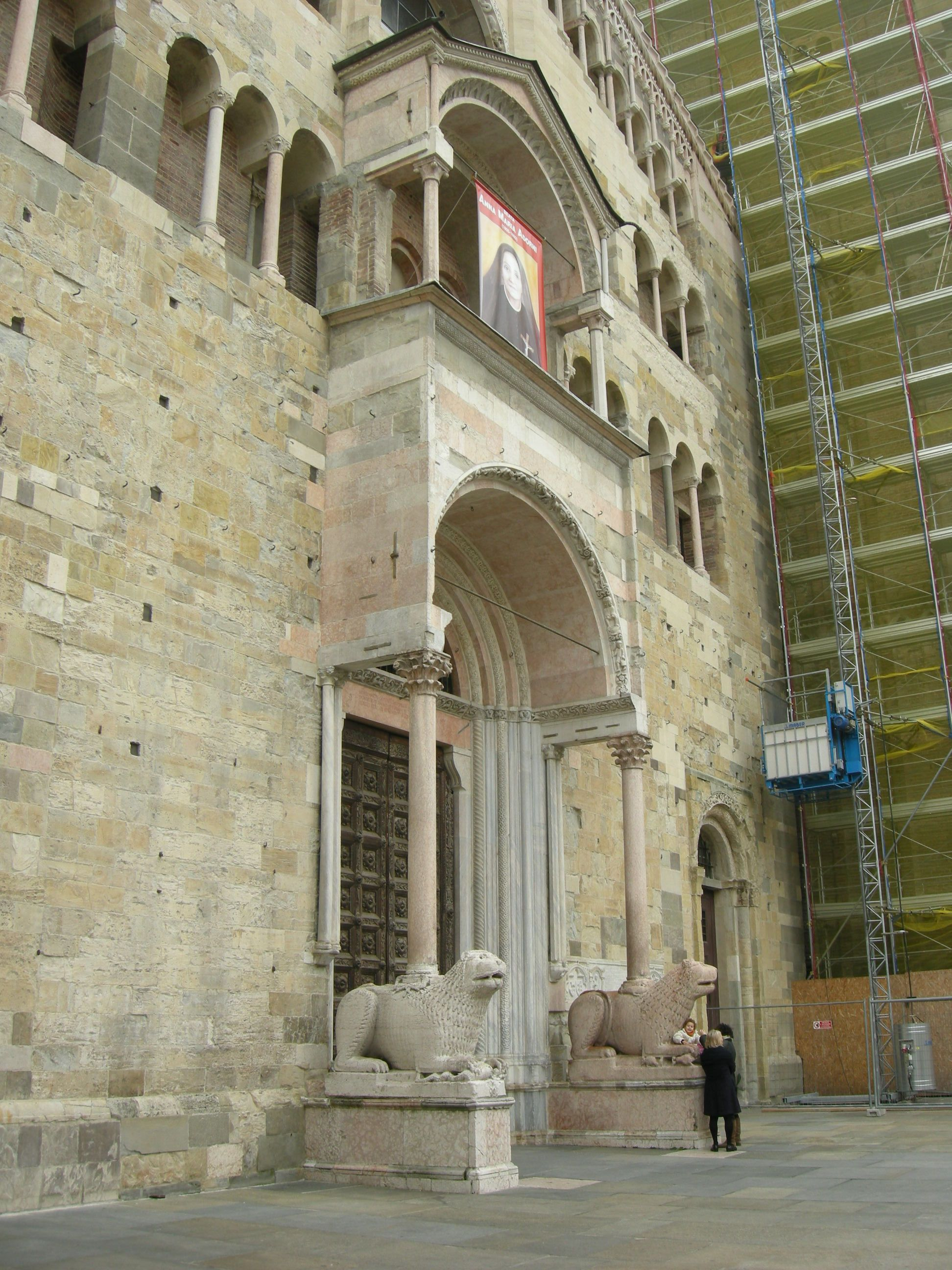
大聖堂入口のプロテュルム
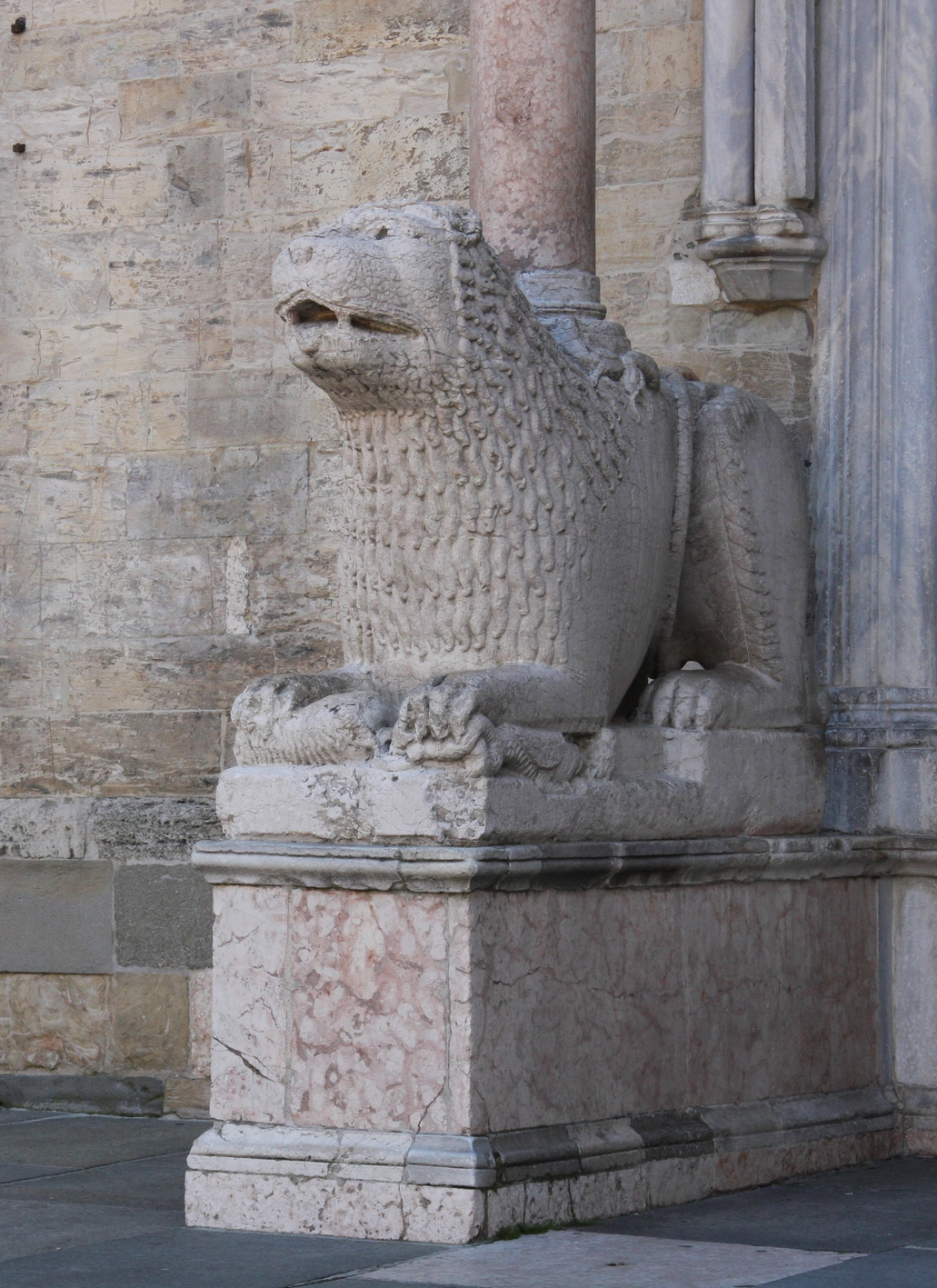
プロテュルムのライオン
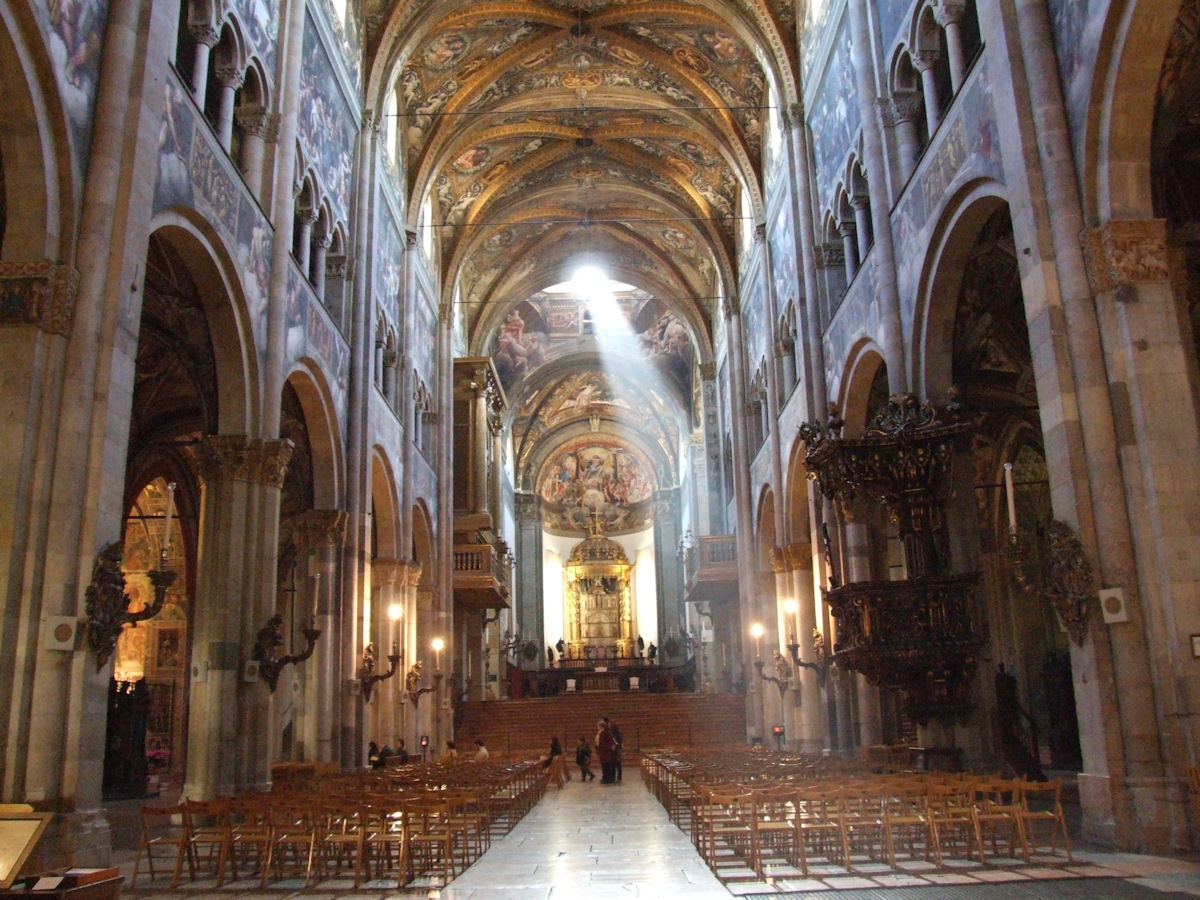
大聖堂の身廊
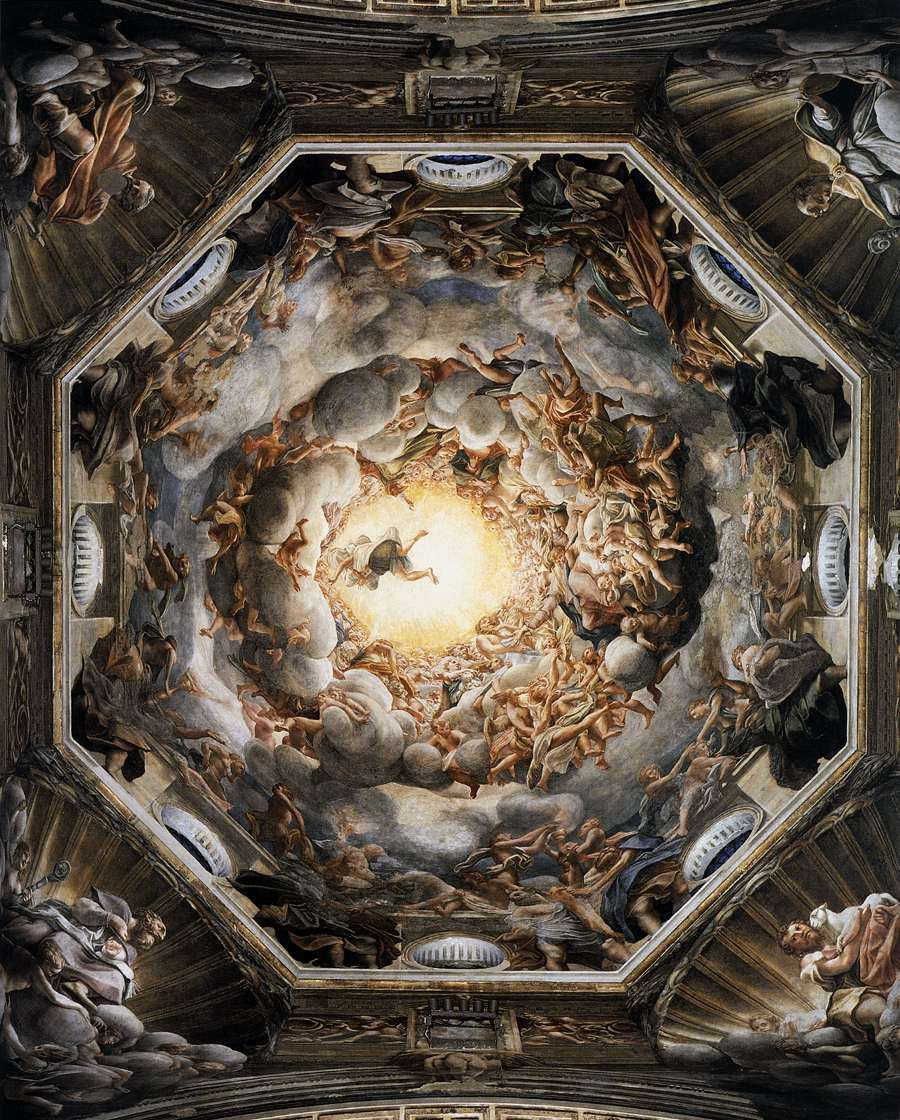
コレッジョによる「聖母被昇天」周囲に丸窓が8つ見える。
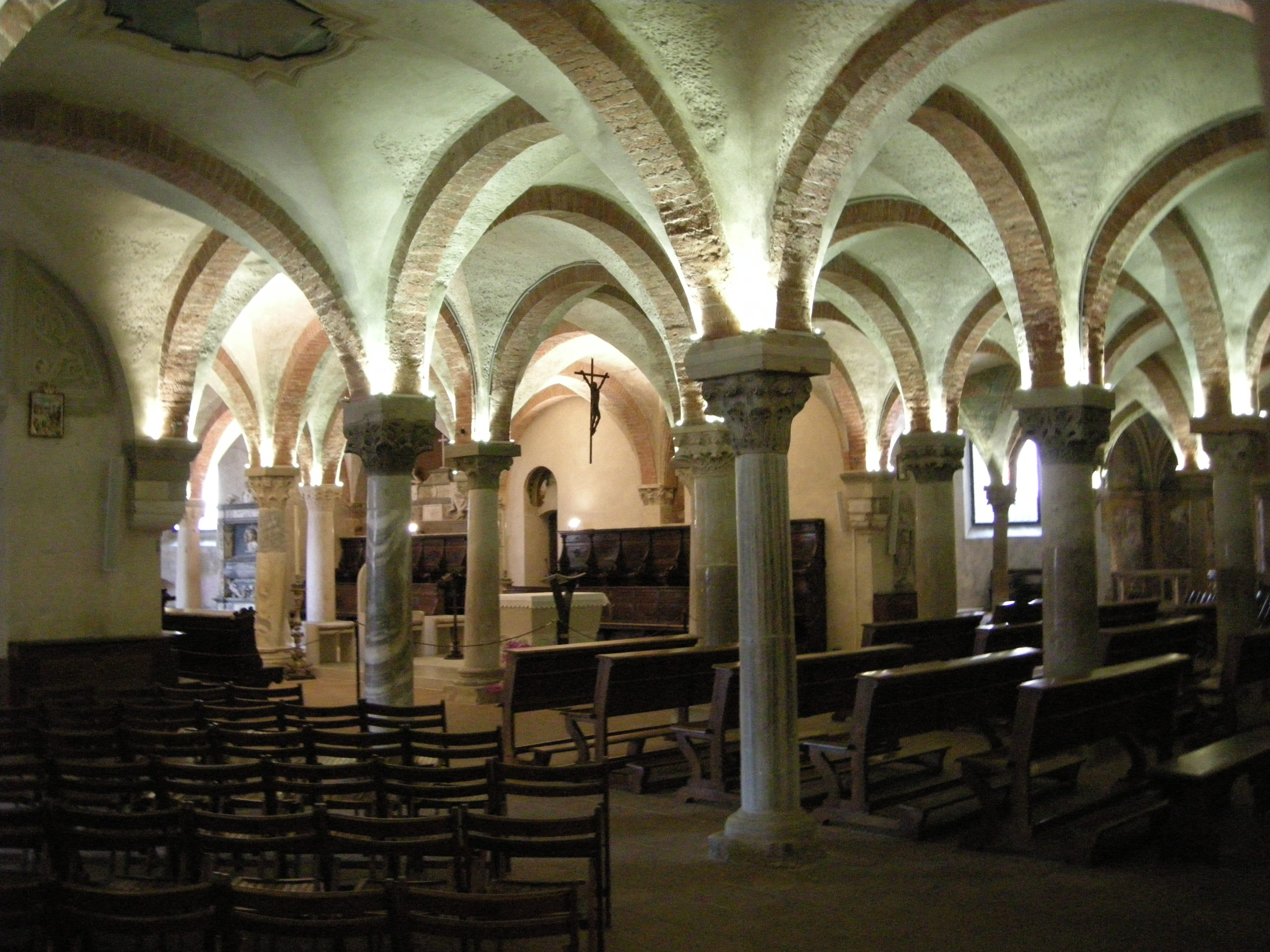
クリプト
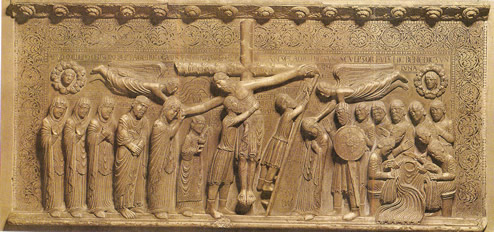
アンテーラミによる「十字架降架」
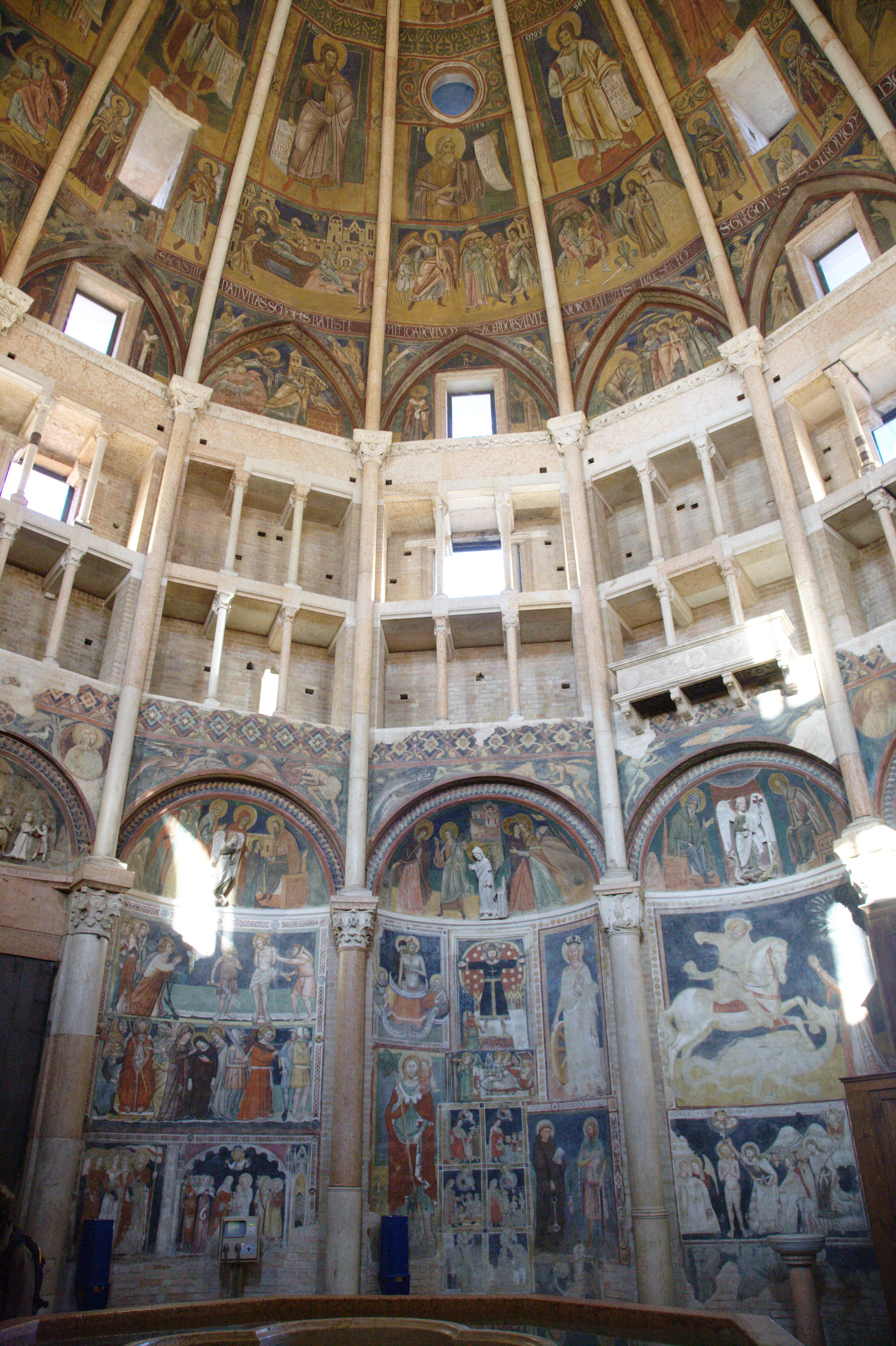
洗礼堂の内部
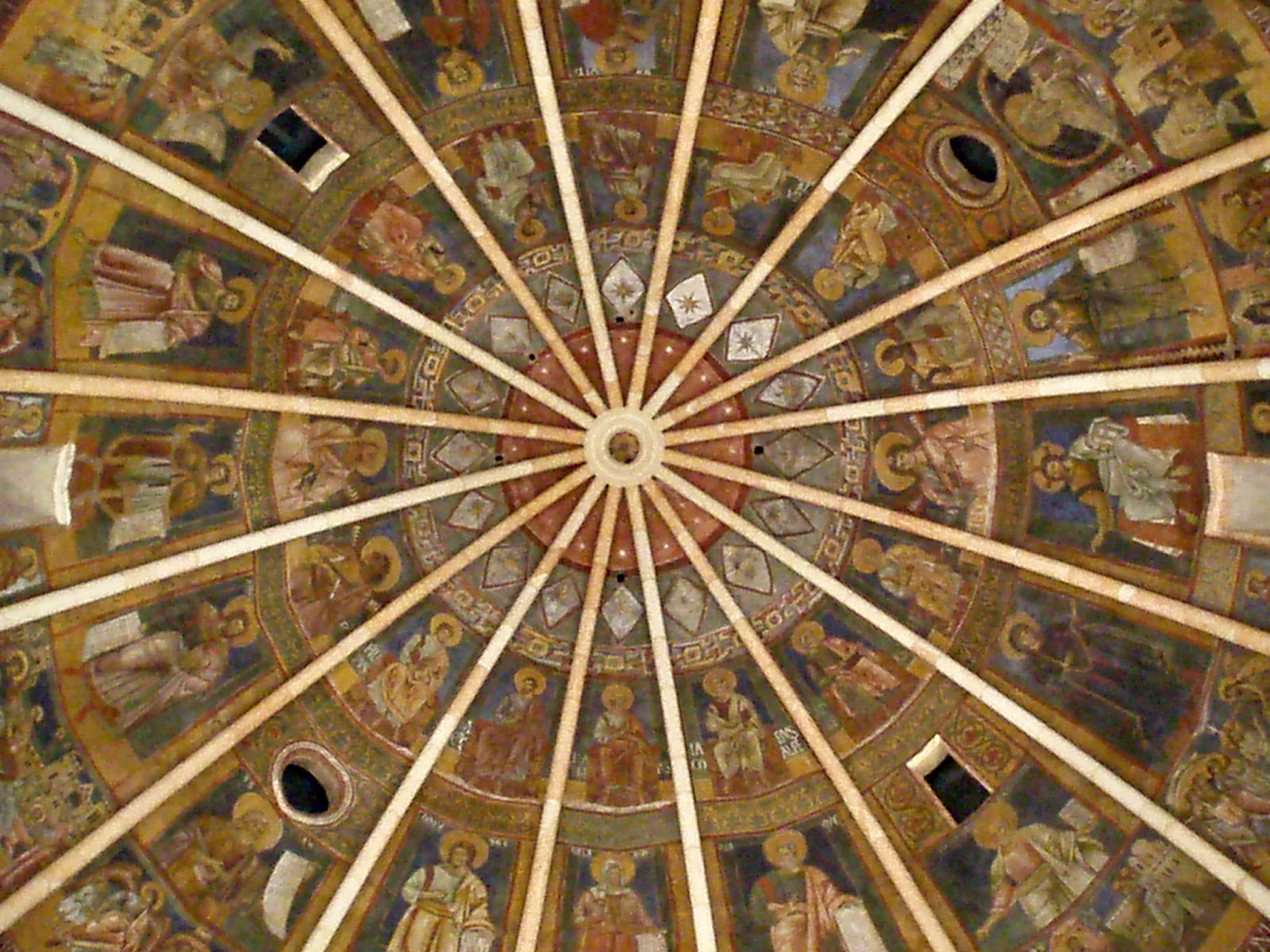
洗礼堂の天井。リブが16本あり、間には天井画。

## 解説
本解説では、本項（パルマ大聖堂）そのものについての注釈でなく、用語、時代背景等の解説を行う。
1. ↑  それ以前は「司教居住区」という大聖堂、鐘楼、洗礼堂および司教館で構成される明瞭な区画が存在した（例：トルチェッロ）。しかしやがて、明瞭な区別なく市街地にこのセットが混在するようになる。そういう意味での典型的な都市、として紹介されている。ヴォルフガング・ブラウンフェルス 1986, pp. 13–15
2. ↑  現在はエミリア・ロマーニャ州であるが、「この地方は中世にはロンバルディアに属していた。」池田健二 2009, p. 38
3. ↑  ただし、ドイツのものに比べて大きいため、特に小人とつけず単にギャラリーとも呼ばれることが多い、とされる辻本敬子／ダーリング常田益代 2003, p. 43
4. ↑  バシリカは必ず、最低でもクリアストーリー（高窓）と大アーケードを持つ。これは大前提である。この2つのみの場合と、この2つの間に、トリフォリウムまたはトリビューン、もしくはその両方を配置した壁面が設置される。
  - トリフォリウム - 3つの窓、の意。通路がある場合と、ブラインド･アーケードのように装飾だけのものがある。
  - トリビューン - 2階席、などと訳される。通路や貴人席、合唱隊席などに使われる例がある。
  - 大アーケード - 壁面の一番したの構造。身廊と側廊を隔てる。

辻本敬子／ダーリング常田益代 2003, pp. 29–31
5. ↑  コレッジョはパルマ派の画家であるが、パルマ派はマイナーな存在で20世紀になってようやく研究が進んできた。“ゼフュロス No.31” (PDF).   国立西洋美術館. pp. 2 (2007年). 2013年2月閲覧。 エラー: 閲覧日は年・月・日のすべてを記入してください。 “パルマの美術は歴史的にきわめて重要な役割を果たしていたにもかかわらず……”
6. ↑  ロマネスクに限らずアーチには様々な種類があるが、尖頭アーチはロマネスクでも後期に属し、ゴシックで主流になるアーチである。アーチの例を以下に示す。
  - 半円アーチ - ロマネスクの基本的なアーチ。
  - 上心アーチ、下心アーチ - 高さの調整により用いられる。
  - 馬蹄形アーチ - イスラム建築が起源。ヨーロッパではスペインのモサラベ建築などに多く見られる。

辻本敬子／ダーリング常田益代 2003, pp. 34–35

## 参考サイト
- サルソマッジョーレ・テルメの観光協会
- NTTデータジェトロニクス - 文化広報誌SPAZIOのバックナンバーが参照できる。
  - 小川熙 (2006年). “文化応報誌 SPAZIO no.65”.   NTTデータジェトロニクス. 2013年2月閲覧。 エラー: 閲覧日は年・月・日のすべてを記入してください。
- イタリア政府観光局(ENIT)
  - イタリアニュース (2011年). “パルマ：当局ニュース案内”.   イタリア政府観光局(ENIT). 2013年2月閲覧。 エラー: 閲覧日は年・月・日のすべてを記入してください。 ダウンロードできるPDFがある。
  - イタリアニュース (2009年). “パルマ - アート・ガイド(英語）”.   イタリア政府観光局(ENIT). p. 2. 2013年2月閲覧。 エラー: 閲覧日は年・月・日のすべてを記入してください。 ダウンロードできるPDFがある。洗礼堂の内部を上部から撮影した写真があり、16の壁面が確認できる。
- テレビ東京 美の巨人たち
  - テレビ東京 (2007年). “コレッジョ「聖母被昇天」”.   テレビ東京. 2013年2月閲覧。 エラー: 閲覧日は年・月・日のすべてを記入してください。